# .bat
Pour les articles homonymes, voir bat.
.bat est l'extension d'un fichier de commandes MS-DOS. Réaliser un tel fichier permet de concevoir des scripts qui seront interprétés par le "shell" ou interpréteur de commandes (command.com ou cmd.exe) pour notamment exécuter des fichiers .EXE ou .COM. Cette extension est principalement utilisée sur les systèmes d'exploitation de Microsoft (DOS et Windows). Elle peut être assimilée (dans une certaine mesure) à l'extension .sh des scripts shell Unix (ceux du Bourne shell plus exactement).
Ces scripts sont couramment utilisés pour faire des tâches de maintenance (listing, suppression de fichiers etc.) sur un poste ou plusieurs par exemple depuis un serveur administrant un réseau.
Un fichier toto.bat peut être lancé simplement en cliquant dessus ou bien lors de chaque démarrage en éditant le fichier autoexec.bat et en ajoutant toto.bat à la  liste des programmes déjà lancés. On peut aussi créer un raccourci et l'inclure dans le dossier démarrage.
.BAT tire son nom de l'anglais batch, qui signifie lot.
.BAT sert à créer des programmes facilement à l'aide du bloc note.
Si le fichier est inconnu, il est préférable de ne pas le lancer (à l'aide d'un double clic), mais au contraire il faut l'éditer (à l'aide d'un clic droit puis éditer) pour voir ce qu'il contient. En effet, il peut s'agir d'un script malveillant tel qu'un cheval de Troie.
Dans l'interpréteur COMMAND.COM (et CMD.EXE), il existe quelques commandes spécifiques aux fichiers de traitements par lots. Voici la liste :
- CHOICE (externe)
- ECHO (interne)
- FOR (interne)
- GOTO (interne)
- IF (interne)
- PAUSE (interne)
- REM (interne)
- SHIFT (interne)
- TYPE (interne)
- CALL (interne)